# Tyholttårnet
Tyholttårnet (deutsch „Der Tyholt-Turm“) ist ein 124 Meter hoher Fernsehturm in Stahlbetonbauweise, der im Trondheimer Stadtteil Tyholt steht. Der 1985 errichtete Tyholttårnet besitzt eine Aussichtsplattform, dank derer der Turm die zweitmeistbesuchte Sehenswürdigkeit Trondheims ist. Darüber hinaus befindet sich in einer Höhe von 74 Metern über dem Grund ein für den Publikumsverkehr geöffnetes Drehrestaurant, das das einzige Norwegens ist. Das Restaurant wird von der bekannten norwegischen Egon Restaurantkette betrieben.
Die Buslinie 22 verbindet die Innenstadt Trondheims mit dem Tyholttårnet.

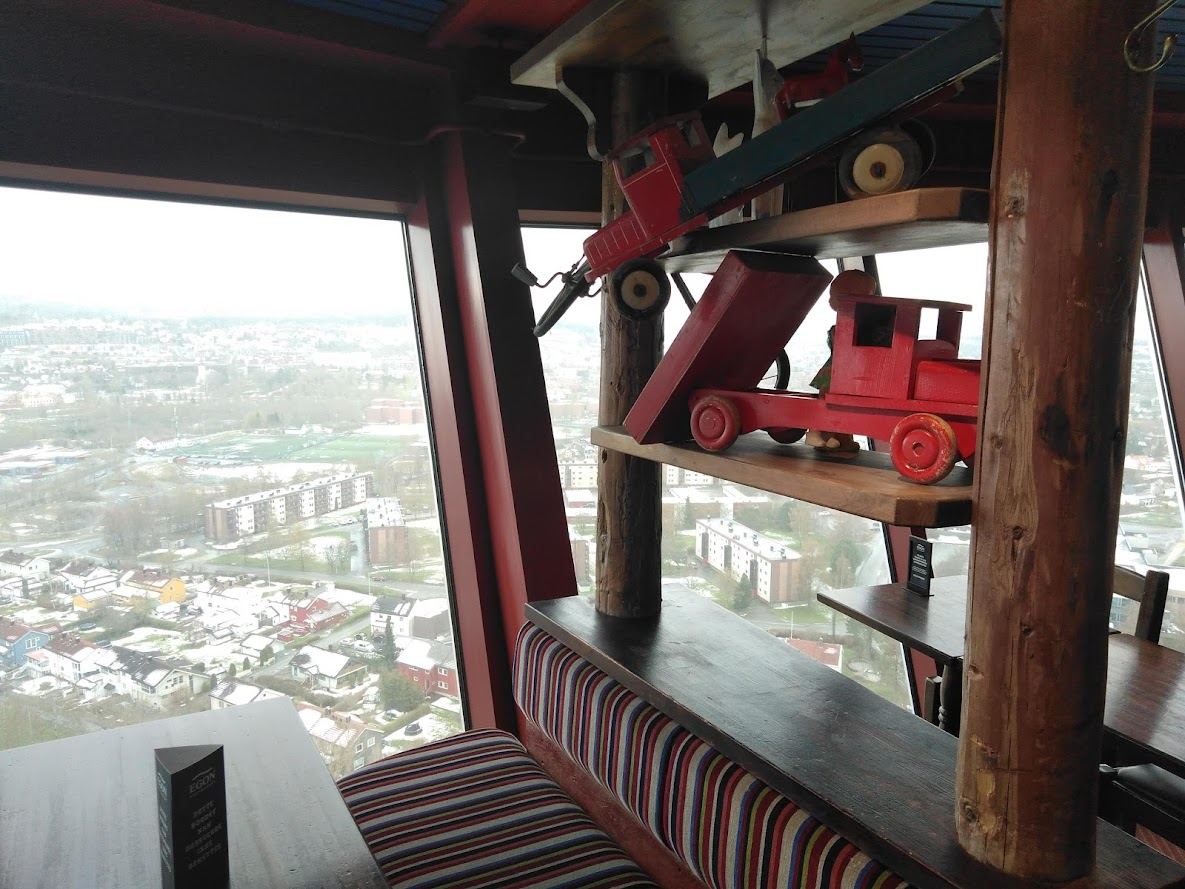
Restaurant

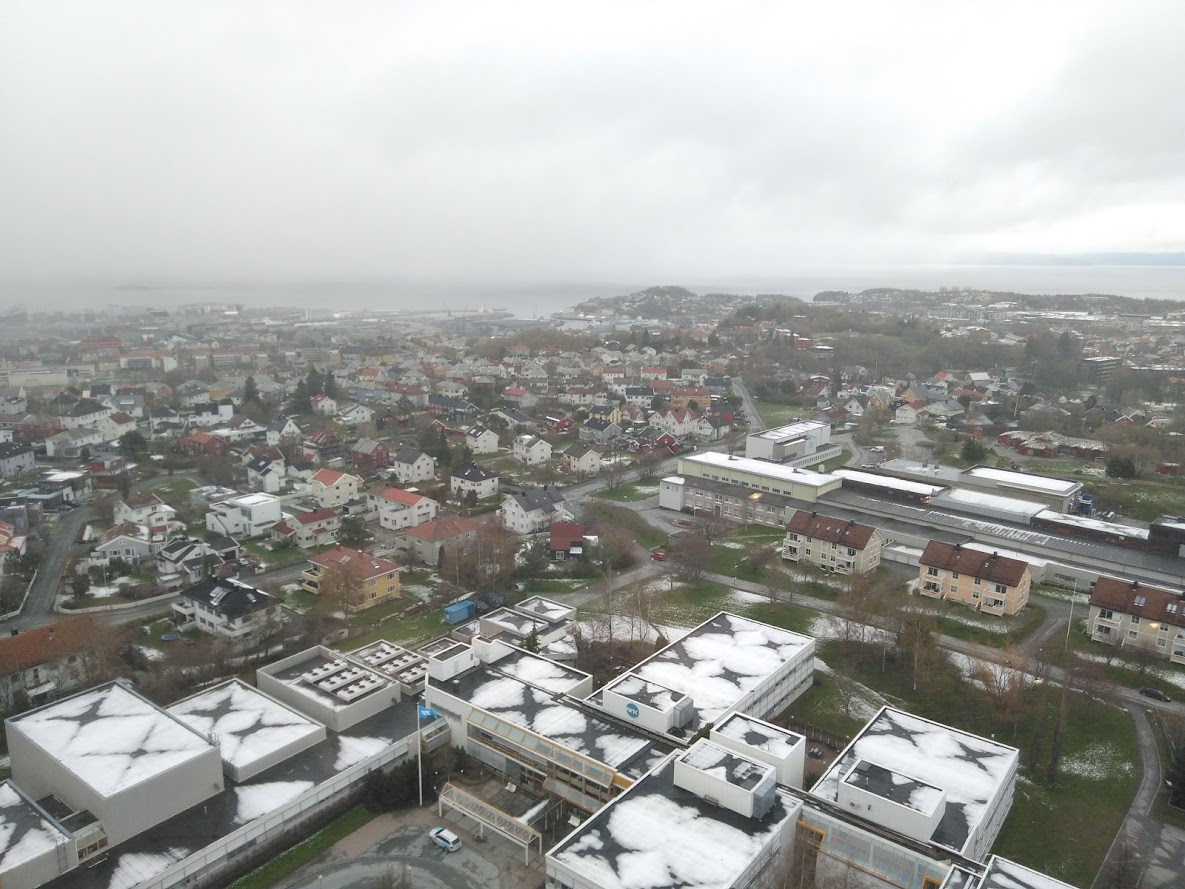
Aussicht unter dem Turm

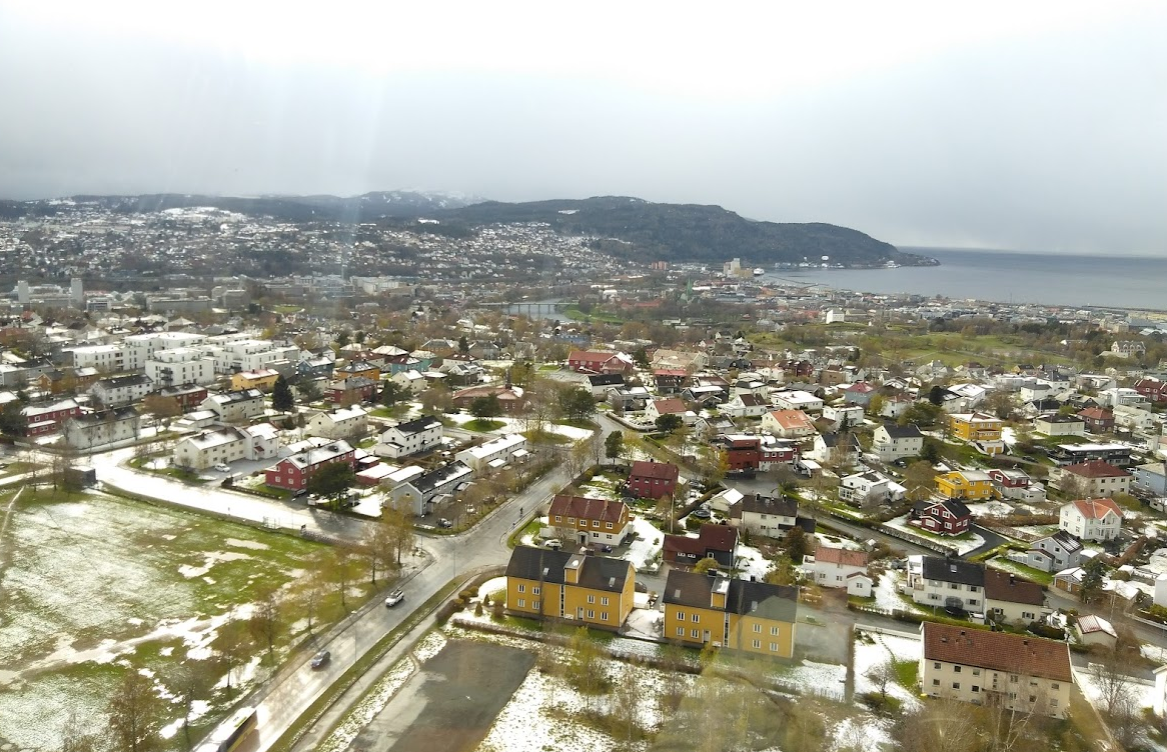
Aussicht Richtung Bymarka und Hafen